# Slag om Sakarya
De Slag om Sakarya (Turks: Sakarya Meydan Muharebesi) was de cruciale veldslag tussen het tot dan toe succesvolle Griekse leger van Anatolië en het Turkse (rebellen)leger van de regering onder leiding van generaal Mustafa Kemal Atatürk die zich afspeelde rond de rivier de Sakarya van 23 augustus 1921 tot 13 september 1921. Deze veldslag zorgde voor een omkeer in de Turkse Onafhankelijkheidsoorlog en ging de geschiedenisboeken in als de Officierenoorlog (Subaylar Savaşı) vanwege het hoge sterftecijfer (70-80%) onder de officieren. De Turkse observator en schrijver İsmail Habip Sevük beschreef het belang van de veldslag als volgt: "De terugtocht die begon na het Beleg van Wenen op 13 september 1683 eindigde na precies 238 jaar".
Na de Eerste Wereldoorlog stonden de Osmaanse Turken aan de kant van de verliezers, waardoor vrijwel al hun woongebied (het Osmaanse Rijk strekte zich uit van de Balkan tot Arabië) bezet werd. Zelfs het overgebleven rompstaatje in Anatolië werd in negen stukken verdeeld, waarbij de Turken alleen rondom Ankara controle mochten uitoefenen. De Grieken werden door de geallieerden "uitgenodigd" om West-Anatolië in te nemen vanwege hun vrees voor de Italianen, die ondertussen Antalya onder de voet hadden gelopen.
Nadat Mustafa Kemal de overgebleven Ottomaanse divisies en het volk had gemobiliseerd, werd met de Sovjet-Unie het Verdrag van Kars getekend, zodat de oostelijke gedeelten van het land veiliggesteld werden. De Grieken rukten vanuit Smyrna echter steeds meer op in de richting van het hoofdkwartier van de Grote Nationale Assemblee van Turkije in Ankara, ondanks verschillende pogingen van İsmet Pasja – die verantwoordelijk was voor de militairen activiteiten in West-Anatolië – om de Griekse opmars te stuiten (Slag om Kütahya-Eskişehir). Hierop werd de assembleevoorzitter, Mustafa Kemal, voor een half jaar benoemd tot opperbevelhebber van het Turkse leger om het tij te keren. Toen de Griekse legers nog enkele kilometers van Ankara verwijderd waren, besloot Kemal de tegenaanval in te zetten, ondanks dat de meerderheid van de legerstaf aandrong op terugtrekking uit Ankara verder naar het oosten. Hoewel het leger van Kemal in de minderheid was, gaf zijn militaire strategie de doorslag en bracht deze de Griekse legers tot stilstand. Met deze veldslag bewees Kemal wederom dat hij een uitzonderlijke militaire strateeg was, en hij werd door de assemblee benoemd tot veldmaarschalk en gazi.
Na deze veldslag waren de Griekse legers verjaagd tot ver achter Ankara, maar ze waren nog steeds aanwezig in Anatolië. In de volgende cruciale veldslag, de Slag om Dumlupınar, werden de Grieken teruggedreven tot aan Smyrna, vanwaaruit ze letterlijk en figuurlijk "de zee in werden gejaagd", waarmee de Turkse Onafhankelijkheidsoorlog bijna ten einde was.

## Afbeeldingen

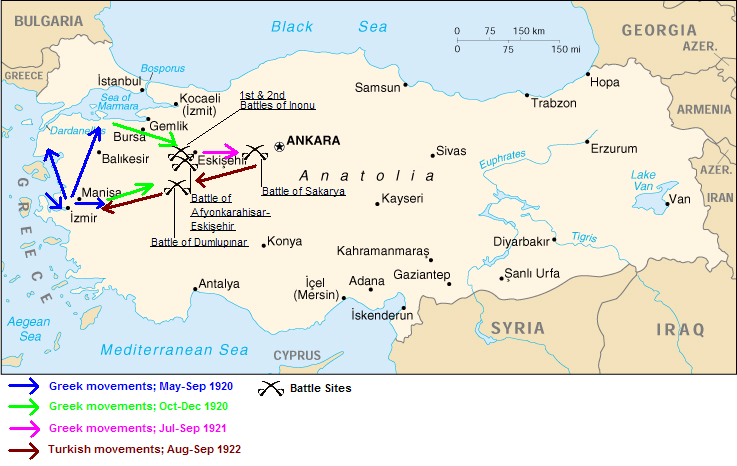
Verloop van de Turkse Onafhankelijkheidsoorlog